# Riu Mbizana (Buffalo)
El riu Mbizana (en afrikaans: Mbizanarivier) és un riu que flueix a l'est de KwaZulu-Natal, Sud-àfrica. El riu desemboca al riu Buffalo que més endavant s'uneix al riu Tugela.